# Alucard
Alucard is een band uit België, opgericht in 2004 door vocalist Ced Dorian.
De naam Alucard staat voor Dracula, van achteren naar voren gelezen. Deze naam heeft de band gekozen vanwege zanger Ced Dorians inspiratie uit Anne Rice’ boeken waarin vampieren hun slachtoffers in extase brengen, voordat ze hen vermoorden.

## Biografie
De band omschrijft haar muziekstijl vaak als “dark romantism” oftewel donkere romantiek.
Muzikaal gezien illustreert het een mix van gedachten tussen klassieke/romantische muziek van de 19de eeuw en rock. De piano speelt een centrale rol en laat een sfeervollere of een ritmischere indruk achter dan de gitaar, behalve in de gitaarsolo’s.
Vanaf zijn 14de levensjaar schreef Ced Dorian teksten die een donkere visie over liefde weergaven; deze vroege werken gaven toen al het concept weer, wat later de naam van “Dark Romantism” zou dragen, een mix van passie en nostalgie. Hij startte al met muziek toen hij pas 18 jaar oud was, lerend met behulp van boeken, privélessen en als een autodidact.
Sinds de release van hun debuut-ep Dark Romantism E.P. heeft de band een essentiële plaats binnen het Belgische progressieve rock circuit verworven. De ep is opgenomen in Studio Molière in Brussel en bevat de liedjes “The Way”, “Under The Moonlight” en “Brokenhearted”. De zangpartijen van Ced Dorian en de gitaarsolo’s van Julien Delay speelden de belangrijkste rol in deze songs.
Februari 2007, ze nemen hun debuutsingle op met multi-platinum producer John Fryer (hij werkte eerder samen met Depeche Mode, Nine Inch Nails, HIM en Cradle of Filth) in de meest prestigieuze studio van België, de ICP Studio’s. De single “Cold” verscheen op 8 oktober 2007.
Hun album “Dark Romantism” zal worden uitgebracht in het voorjaar van 2008. Volgens verscheidene interviews, zou het album uitgebracht moeten worden met een volledige mythologie, met afbeeldingen van het “Rijk der Donkere Romantiek” (the realm of Dark Romantism). Het album zal in september opgenomen worden in Letland door John Fryer. De videoclip van "Cold" werd reeds opgenomen in de kelders van Kuregem (in Anderlecht) door Emre Olcayto.

## Dark Romantism logo
Hun logo bestaat uit een bevroren gebroken hart, deze wordt bedekt door een kruis. De blauwe kleur verwijst naar nostalgie, net zoals de Duitse poëet Novalis deed in “De blauwe bloem”.
Het kruis symboliseert allereerst dat de romantiek dood is, in wederzijdse betrekking met het nummer “Dead Romantic”. Daarnaast reflecteert het ook het spirituele begrip van “The Realm of Dark Romantism”.
Het Dark Romantism logo werd ten onrechte geassocieerd met het christendom, terwijl het de vereniging van de geest en het hart, de liefde en rede symboliseert.

## Bandleden
- Ced Dorian — zang
- Julien Delay — gitaar
- Jonathan Jefferson — piano, keyboards
- Sylvain Signore — basgitaar
- Sebastien Door — drums

## Discografie
- Dark Romantism E.P. - 2006
- Cold – 2007
- Dark Romantism - full album - 2009[1]